# 경덕사
경덕사(敬德祠)는 경상북도 안동시 풍산읍 상리리에 있다. 2009년 1월 21일 안동시의 문화유산 제1호로 지정되었다.

## 지정 사유
경상북도 안동시 풍산읍 상리1리 새못골에 위치한 경덕사(敬德祠)는 예안 이씨문중 부사직 이필간(李弼幹)의 위패를 봉안한 사당으로 건립연대는 미상이다.
이필간(李弼幹 ?~1514)은 본관이 예안으로 자는 충문(忠文)이며 음보로 부사직 역임했으나 기묘사화로 현유 석학이 피화되고 세상이 혼탁해짐을 한탄하였고 사후에 아들 3형제가 안동으로 낙향할 때 그의 신위를 모시고 내려와 풍산 상리의 경덕사에 봉안, 향사를 지냄으로써 예안이씨 안동파조로 추영되었다. 
풍산의 동쪽에 있는 예안이씨의 집성촌인 상리마을 새못골 끝 산중턱에 남동향으로 앉아있는 사당은 산중턱을 장방형의 대지로 정지하고 건물을 뒤쪽에 배치하여 앞마당을 두고 그 주위에 기와 얹은 토석 담장을 둘렀다.
정면 담장 중앙에는 주 출입 삼문이, 우측 담장에는 부 출입 사주문이 나있으며 삼문 앞에는 콘크리트 계단을 설치했다.
현재의 건물은 후대의 모습으로 건축 구조양식은 뛰어나지 않으나 후기전통양식의 주류와 규범을 엿 볼 수 있는 자료로 가치가 있다.